# Darren Shahlavi

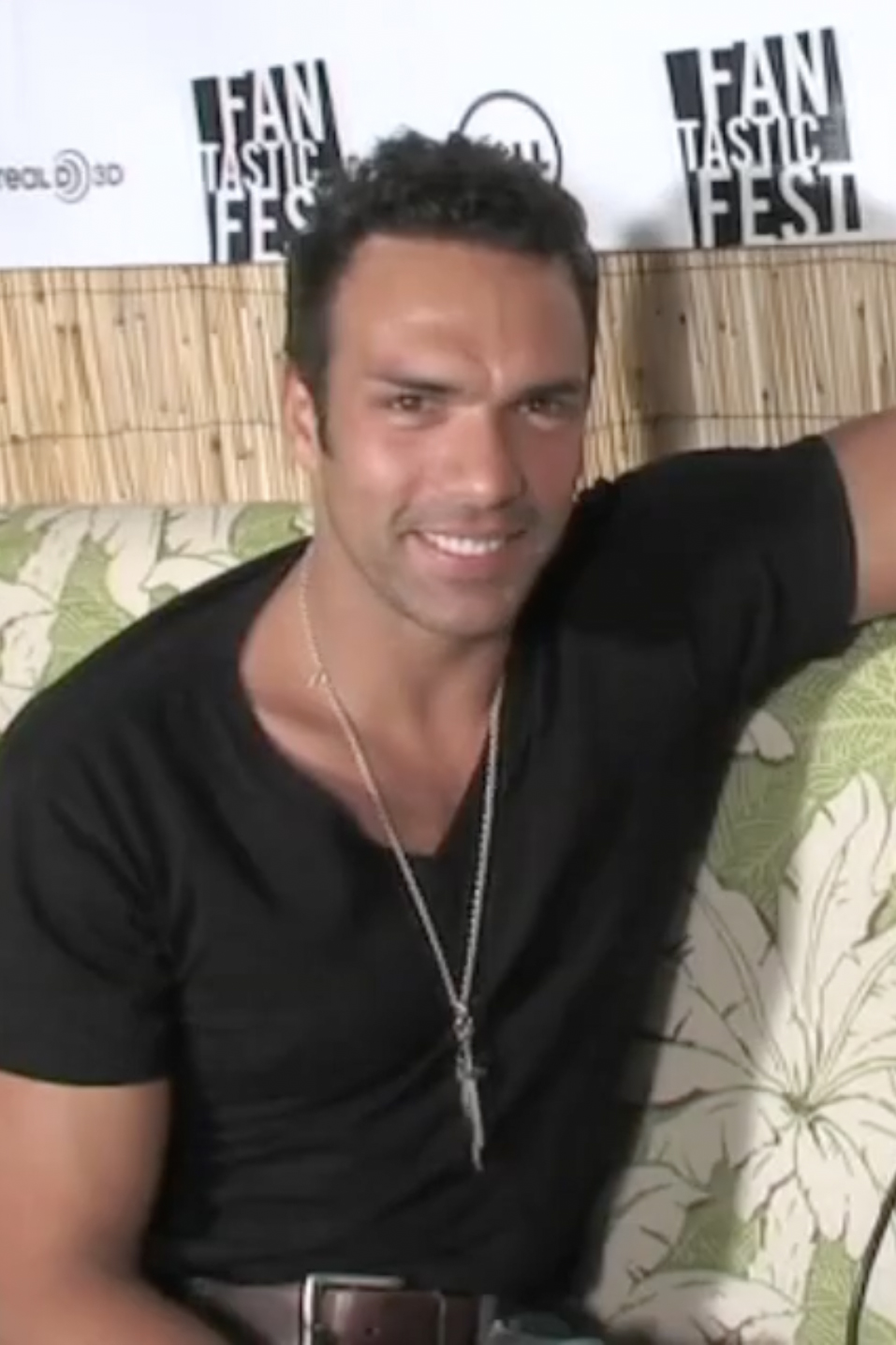
Darren Shahlavi

Darren Shahlavi (* 5. August 1972 in Stockport, Vereinigtes Königreich; † 14. Januar 2015 in Los Angeles, Vereinigte Staaten) war ein britischer Schauspieler und Stuntman.

## Leben
Darren Shahlavi war Kind iranischer Einwanderer. Er übte sich in verschiedenen Kampftechniken wie Judo, Kickboxen und Muay Thai. Anfang der 1990er Jahre kam er nach Hongkong als Darsteller in der dortigen Actionfilm-Szene. Einige Jahre später wurde er auch in europäischen und amerikanischen Produktionen eingesetzt.
Shahlavi starb 42-jährig im Schlaf. Die Todesursache war ein Herzinfarkt, der durch Arteriosklerose verursacht wurde.

## Filmografie (Auswahl)
- 1995: Die Schutzengel (Les Anges gardiens)
- 1997: Bloodmoon – Stunde des Killers (Bloodmoon)
- 2001: Legion of the Dead
- 2002: I Spy
- 2002: Beyond the Limits
- 2010: Ip Man 2 (叶问2:宗师传奇)
- 2010: Born to Raise Hell – Zum Töten geboren! (Born to Raise Hell)
- 2011: Tactical Force
- 2012: Arrow (Gastauftritt, 1x01)
- 2013: The Package – Killer Games (The Package)
- 2013: Continuum (Fernsehserie, 1 Folge)
- 2015: Pound of Flesh
- 2015: A World Beyond (Tomorrowland)
- 2016: Kickboxer: Die Vergeltung (Kickboxer: Vengeance)